# بيترو ماري بوشارد
بيترو ماري بوشارد هي رسامة كندية، ولدت في 1912، وتوفيت في 1945.